# Mychonia cervina
Mychonia cervina là một loài bướm đêm trong họ Geometridae.